# Stern-Garagen

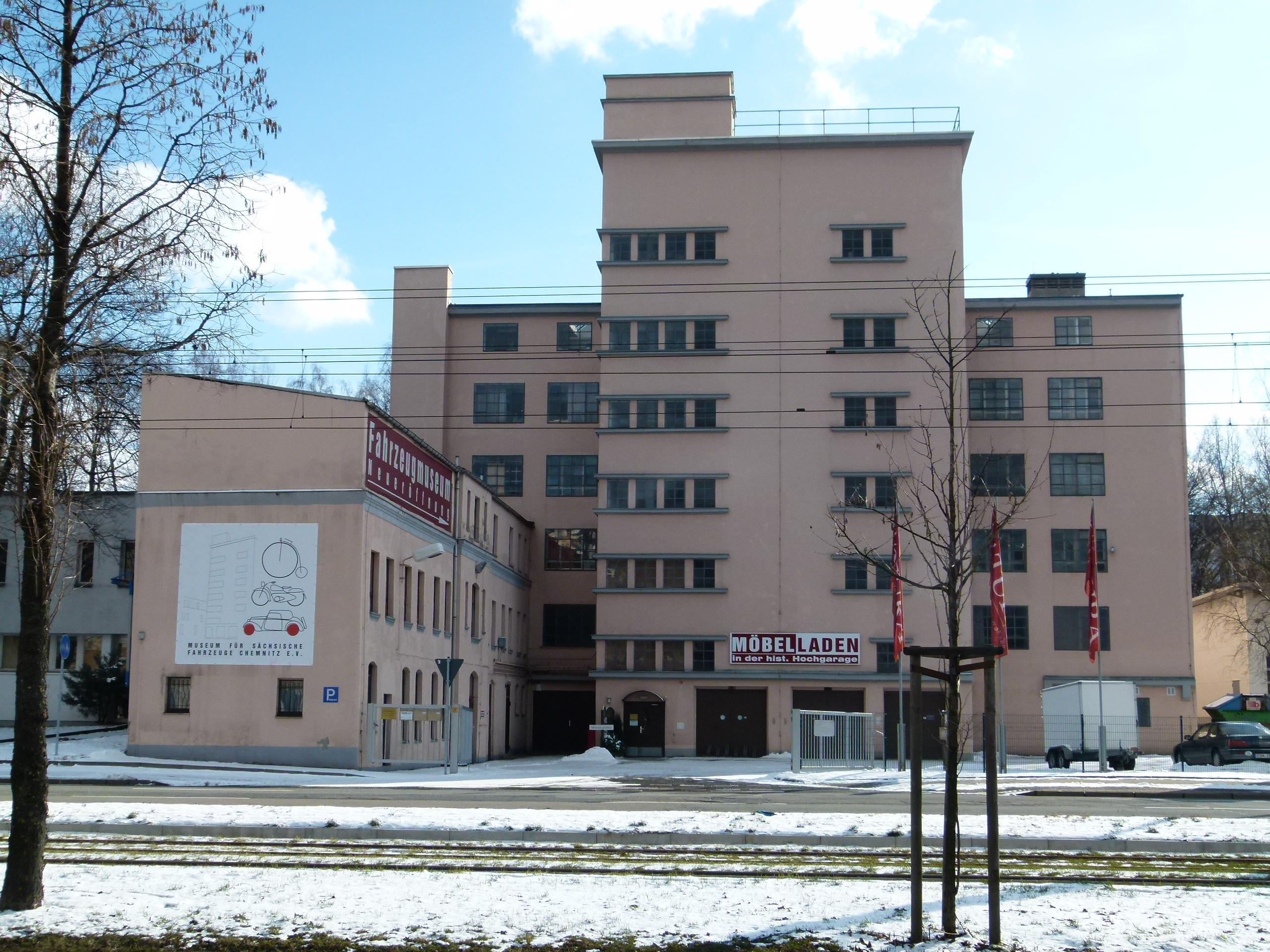
Stern-Garagen 2013

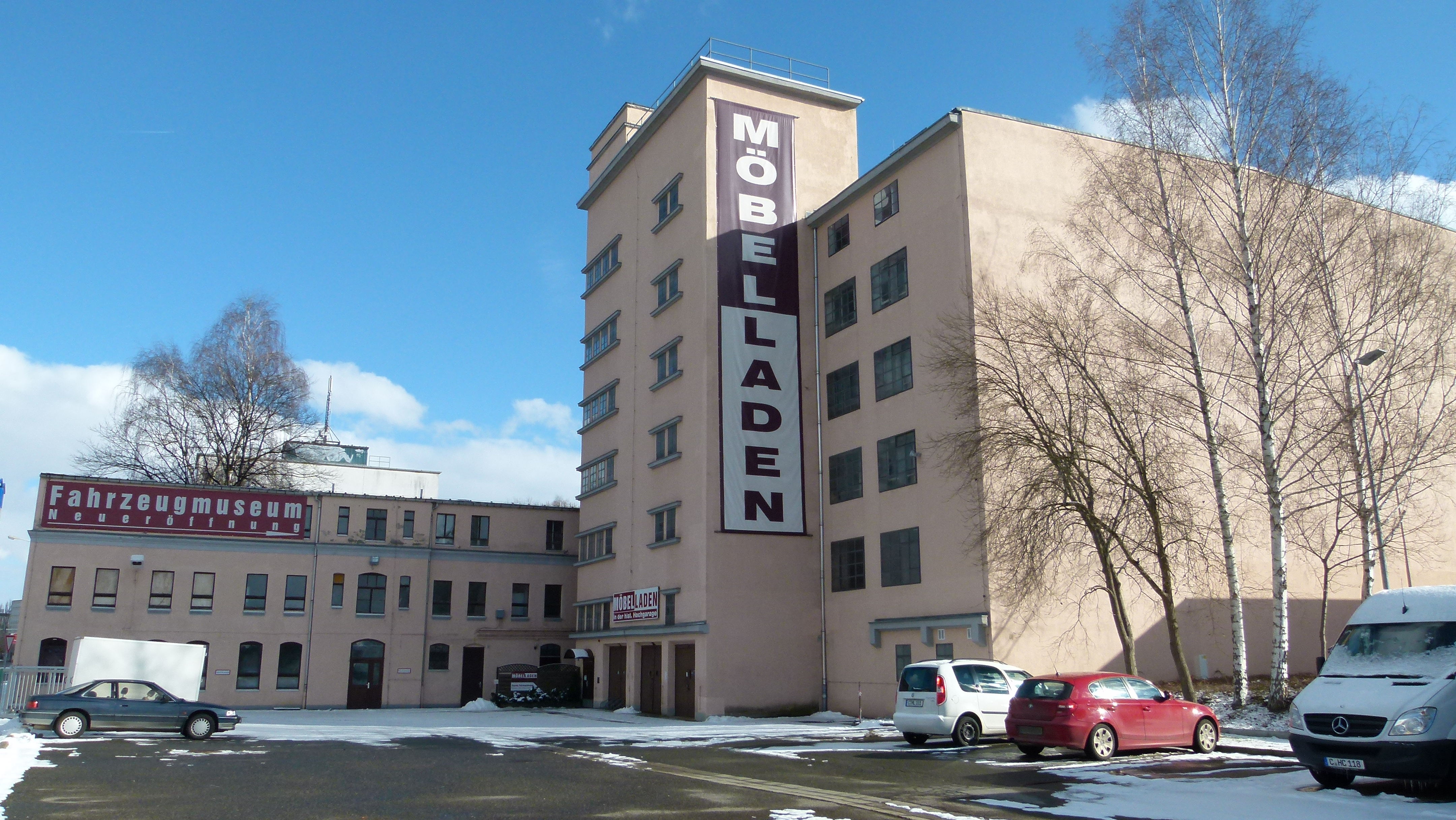
Stern-Garagen 2013

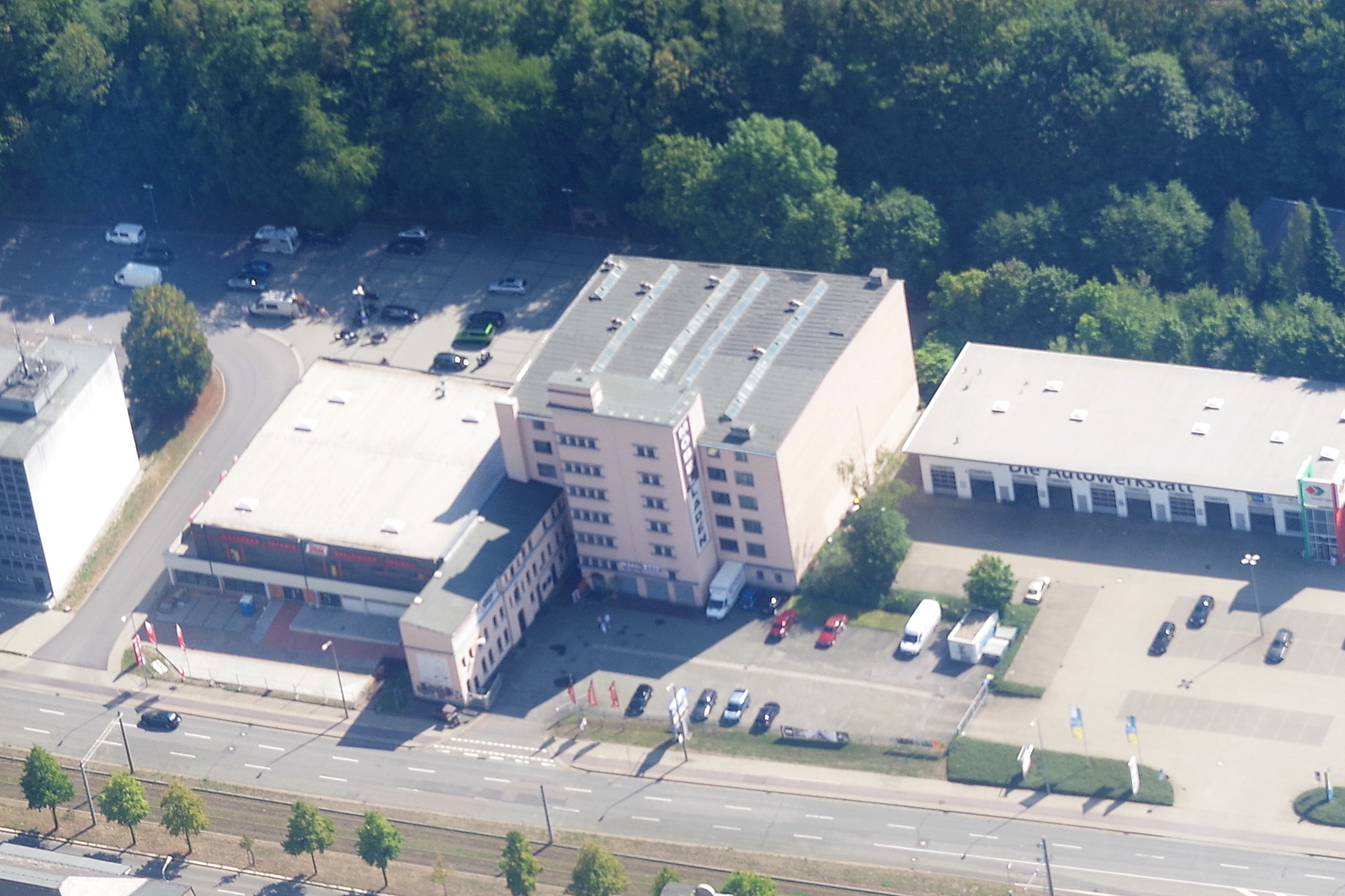
Stern-Garagen, Luftaufnahme 2018

Die Stern-Garagen, auch Garagenhof Chemnitz genannt, wurden 1928 errichtet und sind eine historische Hochgarage im Chemnitzer Stadtteil Kapellenberg an der Zwickauer Straße. Neben der Großgarage Süd in Halle (1929) und dem Kant-Garagenpalast in Berlin (1930) sind die Stern-Garagen eine der bedeutendsten erhaltenen Hochgaragen der Zwischenkriegszeit in Deutschland.

## Geschichte

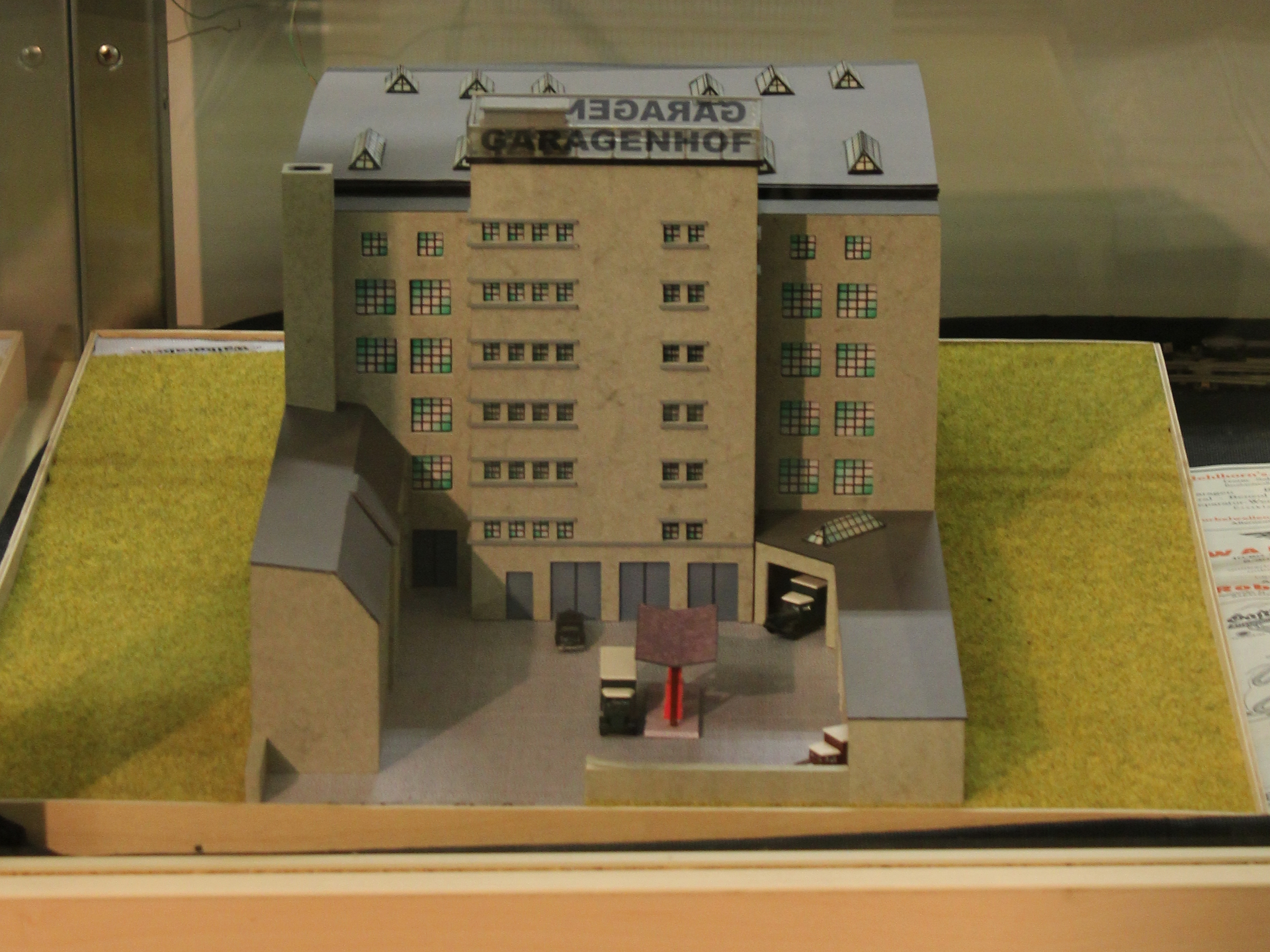
Modell des historischen Garagenhof Chemnitz

In den 1920er Jahren stieg das Verkehrsaufkommen der Industriemetropole Chemnitz rasant an. Die engen Straßen des historischen Stadtkerns konnten die steigende Zahl an Automobilen nicht aufnehmen, und Parkmöglichkeiten gab es im Zentrum so gut wie keine. Die Straßen in den Wohngebieten boten kaum Platz für Automobile. Daher wurde ein geeigneter Standort für den Garagenbau gesucht. Die Entscheidung fiel auf das Gelände der Kohlengroßhandlung Carl Wiesel an der Zwickauer Straße in der Nikolaivorstadt. Die Zwickauer Straße war schon damals eine der meist befahrenen Straßen der Stadt. Zum einen lag das Gelände zentrumsnah, zum anderen befand sich direkt daneben der Kaßberg, ein Wohngebiet in dem damals gut betuchte Bürger wohnten, die sich Automobile leisten konnten.
Im Vorfeld des Baus gab es massive Beschwerden der Besitzer der Nachbargrundstücke. Viele Fabriken in der Nähe des geplanten Garagenhofs befürchteten, durch die mehrgeschossige Hochgarage zu wenig Sonnenlicht in ihre Produktionsräume zu bekommen. Anfang 1928 wurde trotz alledem die Baugenehmigung für den von Luderer & Schröder (Chemnitz) gemeinsam mit Regierungsbaumeister Hans Schindler entworfenen Garagenhof erteilt. Der Bau erfolgte durch den Chemnitzer Bau- und Fuhrunternehmer Ernst Wiesel. Die Fertigstellung des Gebäudes erfolgte bereits im Oktober 1928. Das sechsgeschossige, im Stil der Neuen Sachlichkeit errichtete Gebäude war mit seiner teilverglasten Fassade ein ausgesprochen repräsentativer Bau, der Platz für etwa 300 Fahrzeuge bot.
In der Lokalpresse hieß es damals:

„Das Garagen-Hochhaus wird aber nicht nur Autofahrern dienen, es wird zugleich das Straßenbild verschönern. Dieser Kollossalbau mit seiner Zehn-Fenster-Front wird den Ruf Chemnitz’ als Industriemetropole Sachsens und aufstrebende Großstadt, die allen Anforderungen unserer bewegten Zeit gewachsen ist, weiter festigen […] Und triumphieren wird dieses Hochhaus über all die Häuser und Häuschen in seiner Umgebung.“

Auch Baumeister Ernst Wiesel äußerte sich ähnlich:

„So stellt der Garagenhof Chemnitz einen Betrieb dar, wie er wohl in Deutschland in dieser Art bisher einzig dasteht.“

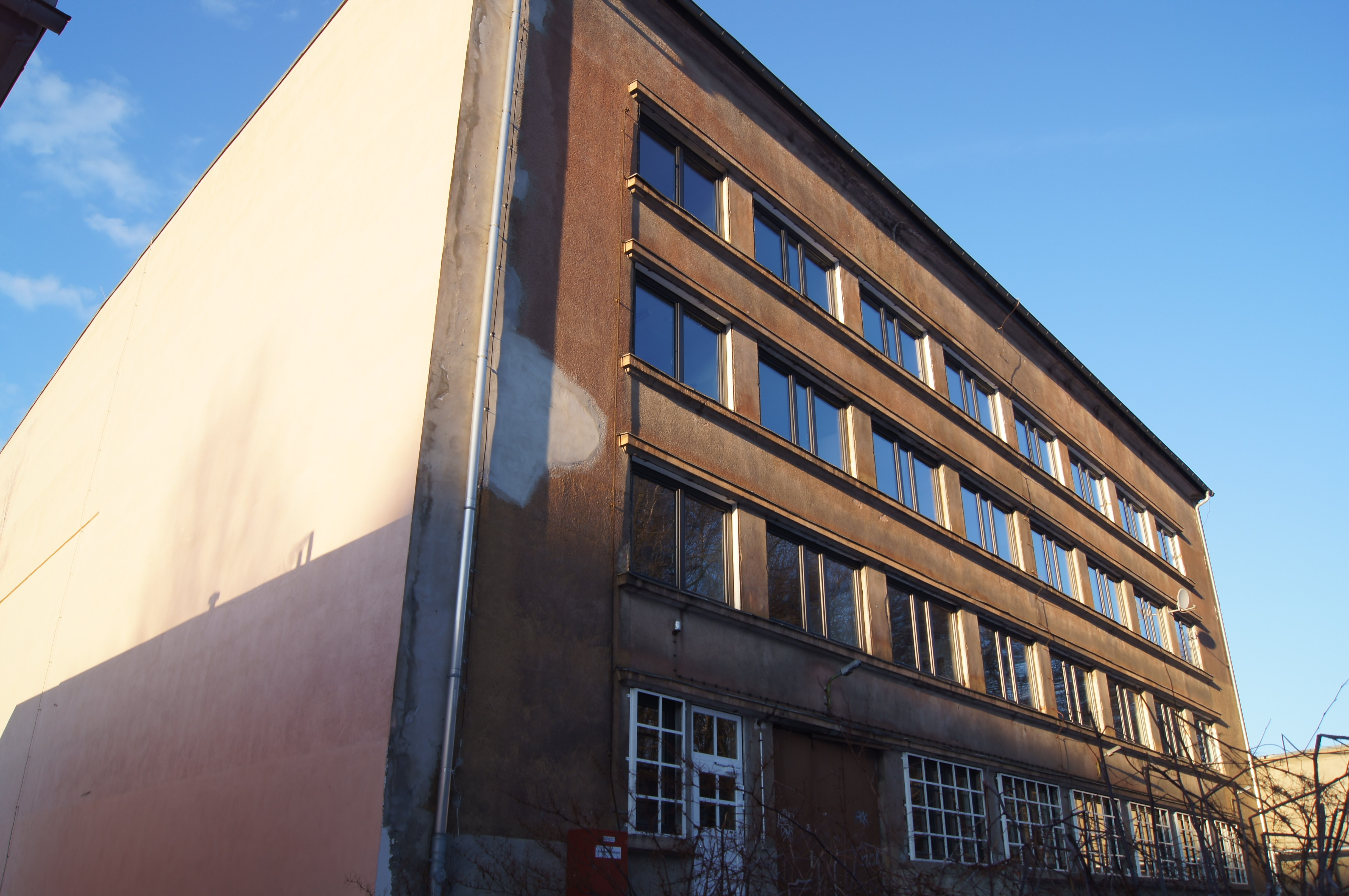
Die ursprünglich als repräsentative Front geplante Rückseite des Gebäudes heute.

Der Stern-Garagenhof war nach seiner Fertigstellung zwar die modernste Großgarage in Chemnitz, aber keineswegs das erste Gebäude der Bauaufgabe Großgarage in der Stadt. Bereits um 1927 entstand neben der Hauptfeuerwache an der Schadestraße 14–18 die zweigeschossige Anlage der Großgaragen-Gesellschaft m.b.H., die bereits etwa 150 Automobile fassen konnte. Weitere Großgaragen zu dieser Zeit waren die Solfs Autogaragen G.m.b.H. (Bernhardstr. 32), die Großgarage Albert Bäßler (Zwickauer Str. 100), die Autoreparatur- und Garagen-Gesellschaft m.b.H. (Freiberger Str. 2), die Chemnitzer Garagen G.m.b.H. (Annaberger Str. 59) etc.
Ursprünglich war geplant, die Straßenführung nach der Fertigstellung des Garagenhofes so zu verlegen, dass die Hauptstraße auf der anderen Seite des Gebäudes verläuft. Diese Planungen wurden jedoch nie realisiert, weshalb heute die einst als repräsentative Vorderansicht des Gebäudes geplante Seite des Hauses von der Straße weg zeigt. In den darauffolgenden Jahren erfolgte die Umbenennung in Stern-Garagen Chemnitz.
1940/41 wurde der Garagenbetrieb eingestellt. Im Zweiten Weltkrieg diente das Gebäude als Lager der Kriegsmarine. Bei den Alliierten Bombenangriffen im Februar und März 1945 wurde das Gebäude kaum zerstört und nur durch einen indirekten Treffer beschädigt. Nach dem Krieg diente es wiederum als Lagerfläche. Die erste Etage wurde durch den Fahrbereitschaftsdienst des Rates des Bezirkes Karl-Marx-Stadt bis Mitte der 1980er Jahre als Garage und Werkstatt genutzt. Dazu wurde an der straßenabgewandten Seite des Gebäudes eine Rampe angebracht. Das restliche  Gebäude diente der Großhandelsgesellschaft für Haushaltwaren als Lager für Plaste- und Gummierzeugnisse.
Nach der Wende erfolgte eine Rückübertragung an die ursprünglichen Eigentümer. Es war geplant aus den Stern-Garagen einen großen Edeka-Markt zu machen, dieses Vorhaben wurde jedoch nicht umgesetzt. Einzelne Etagen wurden in der Folgezeit noch als Lagerfläche für eine naheliegende Autowerkstatt genutzt. In das Erdgeschoss zog 2008 das Museum für sächsische Fahrzeuge, in der zweiten bis vierten Etage befindet sich ein Möbelladen, welcher die ursprünglichen Parkboxen als eingerichtete Zimmer seiner Verkaufsausstellung nutzt.

## Aufbau des Gebäudes und Nutzungskonzept

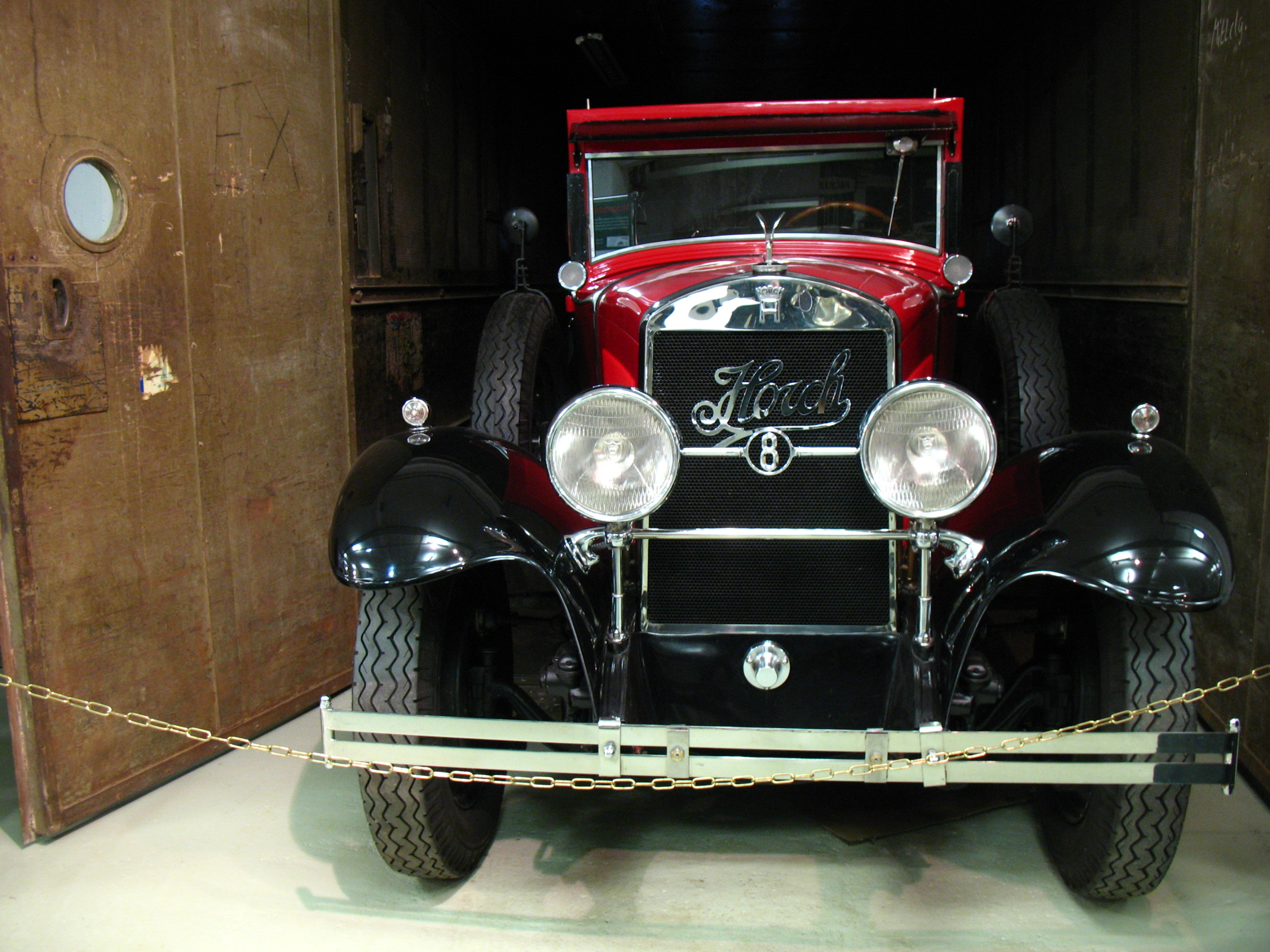
Oldtimer in den Fahrzeugaufzügen

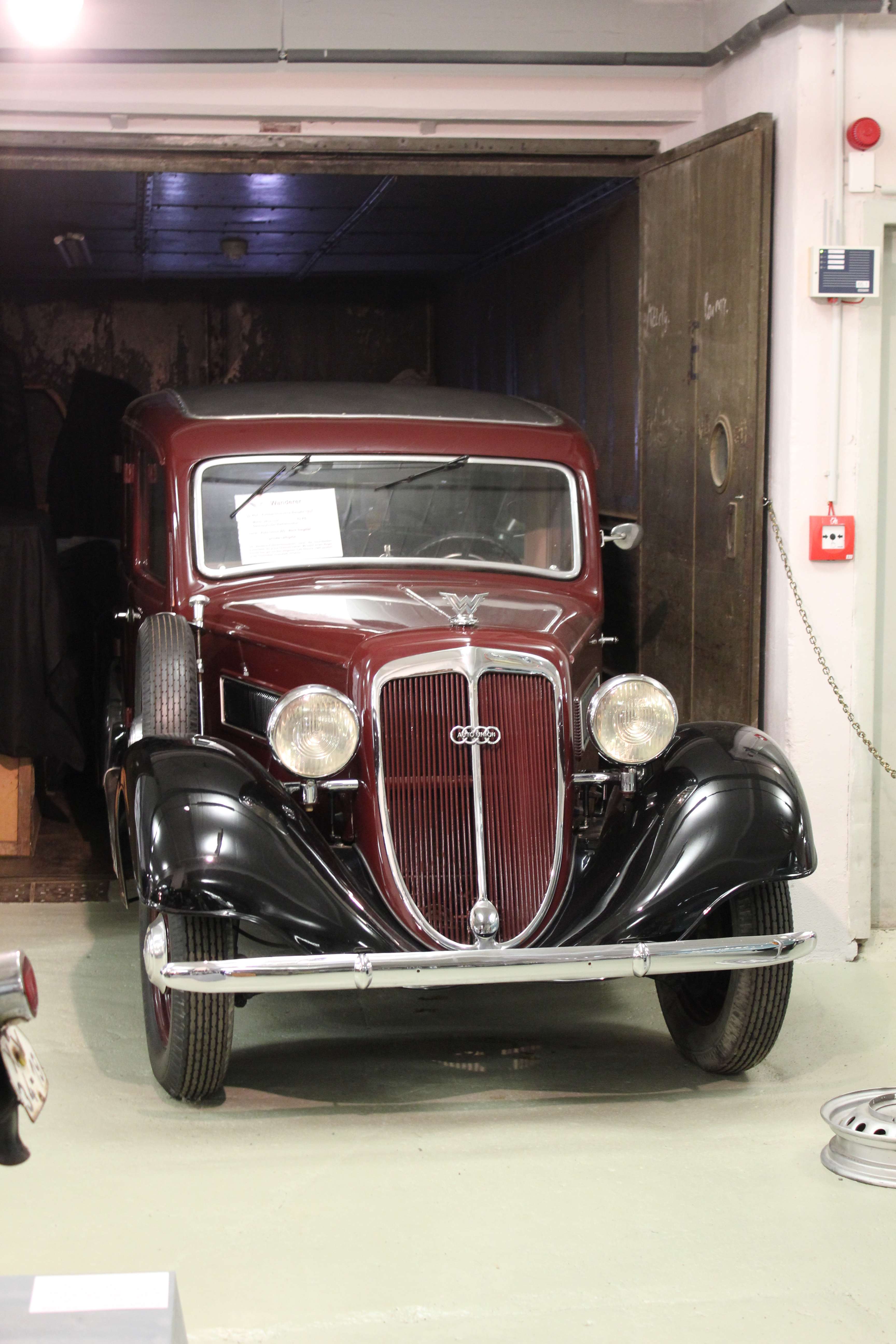
Oldtimer in den Fahrzeugaufzügen

Der Garagenhof Chemnitz hat sechs Etagen über die sich 300 Parkboxen verteilen. 120 dieser Parkboxen konnten ursprünglich mit Rolltoren aus Metall verschlossen werden. Die meisten der 300 Parkboxen waren fest verpachtet, die freien Stellplätze konnten für eine Gebühr von 15 RM im Monat (heute etwa 50 €) angemietet werden. Mit der Vermietung der Boxen wurde das Chemnitzer Hypotheken- und Grundstücksinstitut beauftragt.
Wie bei den meisten anderen Hochgaragen, die bis zum Ende der Weimarer Republik in Deutschland errichtet wurden, erreichten die Fahrzeuge auch hier die Obergeschosse nicht über Rampen, sondern über Automobil-Aufzüge. Die drei Aufzüge des Garagenhofs konnten mit einer Breite von 2,60 m und einer Tiefe von fast 6 m jeweils ein Gewicht von bis zu 3 Tonnen heben und sind auch heute noch unverändert im Einsatz. Für Personen gab es separate Aufzüge und Treppenhäuser, die Fahrzeuge wurden vom Personal mit den Aufzügen auf die Etagen befördert und in die Boxen geparkt. Das Konzept des Garagenhof war von Anfang an stark serviceorientiert und richtete sich vorrangig an die wohlhabende bürgerliche Oberschicht. Arbeiter oder Angestellte konnten sich zu dieser Zeit in Deutschland den Unterhalt eines Automobils finanziell gar nicht leisten. Bei diesen erfolgte die individuelle Motorisierung durch das Motorrad.
Neben dem Garagenstellplatz konnte in den Stern-Garagen, wie es bei vielen Großgaragen der Zwischenkriegszeit üblich war, noch zusätzlich ein umfangreiches Serviceangebot in Anspruch genommen werden.

„Neben dem üblichen Nutzungsmix gab es eine Großtankstelle mit 6 Zapfsäulen mit 24-Stunden-Service und eine »Reparaturanstalt« im 6. Geschoß. Wagenwaschräume die mit Druckluft sowie fließend kaltem und warmem Wasser versorgt wurden, befanden sich auf jeder Etage; insgesamt existierten 15 Waschräume in der Garage. Jedes Geschoss war außerdem mit Waschräumen (samt Duschen) für die Wagenführer ausgestattet. Zur Großgarage gehörten schließlich Ersatzteilfachgeschäfte, Batterieservice, Vulkanisierwerkstatt, Aufenthalts- und Garderobenräume sowie Zimmer für Chauffeure.“

Daneben bot der Garagenhof auch ein Hotel und ein Casino für Geschäftsreisende. In der Reparaturwerkstatt waren Spritzpistolen zum sofortigen Ausbessern von Lackschäden vorhanden. Auch eine Schmierung der bis zu 30 Schmierstellen eines Automobils der damaligen Zeit konnte durch das Personal erledigt werden, ebenso wie die Reinigung des Fahrzeuges. Das Serviceunternehmen beschäftigte etwa 30 Angestellte.
Die teilverglaste Rückseite des Gebäudes sowie das teilverglaste Dach machten den Garagenhof zu einem für damalige Verhältnisse überaus gut beleuchteten und belüftbaren Unterbringungsraum für Fahrzeuge.